# Josef Hanauer
Josef Hanauer (Putzhof, 15 marzo 1913 – Ratisbona, 2 dicembre 2003) è stato un teologo e giornalista tedesco.
Ordinato prete nel 1938, divenne in seguito docente di Storia della Chiesa.
Inizialmente ha svolto il ruolo di cappellano e poi, per molti anni, di parroco di una parrocchia nella diocesi di Ratisbona. Ha lavorato come insegnante di religione a tempo pieno nella scuola. In seguito ha insegnato fino al suo ritiro all'Albertus Magnus-Gymnasium di Ratisbona.
Giornalista e studioso, il suo lavoro più noto è uno studio accurato sulla mistica Teresa Neumann pubblicato nel 1967, dopo aver seguito per trent'anni la mistica, aver conosciuto a fondo i familiari, e aver osservato bene tutto il mondo e i personaggi che la circondavano.
Ha scritto numerosi libri, che sono fondamentali per la comprensione del fenomeno dei cosiddetti miracoli, sul fenomeno delle apparizioni mariane e delle cristofanie.
Trovandosi spesso su posizioni scettiche e criticato per questo, Hanauer si è sempre difeso dicendo che il primo dovere di un credente è ricercare la verità, e non credere a tutto quanto si racconta.

## Pubblicazioni (selezione)
- Der Exorzist Johann Joseph Gaßner 1727–1779. Eine Monographie, Bubach a. F. 1949
- Die bayerischen Kurfürsten Maximilian I. und Ferdinand Maria und die katholische Restauration in der Oberpfalz, Verein für Regensburger Bistumsgeschichte, Regensburg 1993
- Wahrhaftigkeit und Glaubwürdigkeit in der katholischen Kirche. Der Fall Konnersreuth, Fischer, Aachen 1999, ISBN 3-89514-224-7